# Долинка (Крыжопольский район)
Долинка (укр. Долинка) — село на Украине, находится в Крыжопольском районе Винницкой области.
Код КОАТУУ — 0521980403. Население по переписи 2001 года составляет 124 человека. Почтовый индекс — 24623. Телефонный код — 4340.
Занимает площадь 0,847 км².

## История
В 1946 году указом ПВС УССР село Шмидтово переименовано в Долинку.

## Адрес местного совета
24623, Винницкая область, Крыжопольский р-н, с. Вербка, ул. Подольская, 60, тел. 2-84-42; 2-84-91